# All Is Full of Love
Singles de Björk
Alarm Call
(1998) Hidden Place
(2001)
Pistes de Homogenic
Pluto
(9)
All Is Full of Love est le cinquième et dernier single de l'artiste islandaise Björk issu de l'album Homogenic et est sortie le 7 juin 1999. Les paroles sont inspirées par l'amour au printemps et le Ragnarök de la mythologie nordique. La version originale de Björk est une ballade trip hop avec des influences soul, et comportant de la harpe, des cordes et des rythmes électroniques ; la version sur Homogenic est un remix minimaliste du musicien et DJ Howie B, qui met l'accent sur la voix de Björk. Un remix du duo allemand de musique IDM Funkstörung sort en single en 1998.
En 1999, All Is Full of Love sort en single accompagné par un clip réalisé par Chris Cunningham. Le clip utilise le mixage original de Björk, et représente la chanteuse en robot assemblé dans une usine, elle se retrouve alors face à un autre robot identique qui l'embrasse passionnément. La vidéo est souvent citée comme l'une des meilleures de tous les temps et une étape importante dans l'animation par ordinateur ; elle est souvent présentée dans des expositions d'art et est exposée au Museum of Modern Art de New York. Le single atteint la 24e place du UK Singles Chart et devient un tube aux États-Unis. All Is Full of Love est le titre d'ouverture de l'album Greatest Hits (2002), dont les titres sont choisit par les fans. La chanson est reprise par divers artistes.

## Contexte et composition
| Audios externes | |
|                 | La version de l'album se construit « tranquillement à partir d'un bourdonnement hexadécimal chaleureux et prend de l'ampleur à mesure que Björk se libère du fardeau de l'attente, jusqu'à ce que des cascades de notes de clavecin chatoyantes et opalescentes émergent d'un rideau de bruit blanc scintillant ». |
|                 | La version du clip présente une « production trip hop austère » et une instrumentation plus riche, qui diffère de l'ambiance de la version de Howie B. |

All Is Full of Love est le morceau de clôture d'Homogenic et est la dernière chanson de l'album à être écrite et enregistrée. Produite par Björk, la version originale de la chanson est remplacée « à la dernière minute » par une version remixée par Howie B. Le morceau s'inspire du printemps ayant lieu pendant la production de l'album à Malaga en Espagne. Après avoir vécu dans les montagnes en compagnie d'autres personnes pendant six mois, Björk a fini par se sentir seule et c'est une promenade matinale d'avril qui lui a donné l'inspiration pour écrire le morceau. Après un hiver difficile elle réalise en entendant le chant des oiseaux que le printemps était revenu. Elle écrit et enregistre alors la chanson en une demi-journée.
Conformément au thème d'Homogenic, qui est un hommage à l'Islande, pays natal de la chanteuse, le morceau s'inspire de la mythologie islandaise, dont le Ragnarök. Le morceau précédent, Pluto, représente la mort et la destruction, tandis que All Is Full of Love représente un nouveau départ. Björk dit qu'il s'agit d'une chanson sur « la croyance en l'amour » et exprime que « l'amour ne concerne pas seulement deux personnes. Il est partout autour de vous. Même si vous ne recevez pas d'amour de la part de la personne A, cela ne veut pas dire qu'il n'y a pas d'amour à un autre endroit ». Cependant, elle l'a décrit comme « se moquant de tout », considérant qu'il s'agit de la « chanson la plus mièvre » de tous les temps. Comme la chanson s'oppose au reste de l'esthétique « macho » d'Homogenic, Björk déclare que celle-ci aurait pu être incluse sur Vespertine.
Les paroles commencent par une promesse de protection et de prise en charge : « You'll be given love / You'll be taken care of / You'll have to trust it » (« On te donnera de l'amour / On s'occupera de toi / Tu dois lui faire confiance »),. La chanson évolue vers un ton plus réprobateur lorsque Björk chante « You just ain't receiving / Your phone is off the hook / Your doors are shut » (« Tu ne le reçois simplement pas / Ton téléphone est décroché / Toutes tes portes sont fermées »), tempéré par la reconnaissance qu'il faut « twist your head around you » (« Tourner la tête ») car « It's all around you » (« C'est tout autour de toi »). Sur le refrain, Björk chante « All Is Full of Love » en contrepoint avec elle-même, illustrant ainsi l'idée que l'amour se trouve tout autour.
La version album de la chanson ne comporte pas d'accompagnement rythmique électroniques, caractéristiques à Homogenic, afin de créer un morceau purement ambient se concentrant plutôt sur « [la création] d'une intimité entre la dynamique croissante de l'instrumentation et les capacités vocales impressionnantes de Björk. ». L'utilisation d'une grande réverbération, donne un son qui suggère un très grand espace, évoquant l'environnement « céleste » que Björk envisage pour la chanson. Selon Sal Cinquemani de Slant Magazine, la chanson a une pulsation douce avec des intervalles qui se développent jusqu'à une orchestration électronique de rythmes industriels. David Browne d'Entertainment Weekly l'a qualifiée de « berceuse rêveuse » qu'il compare à la musique d'Enya. Dans sa critique pour Spin, James Hunter écrit que la chanson est l'une des fois où Björk « trempe son orteil dans le lac chaud de la tradition » et note que ses « versets rock en tonalité mineure s'égarent dans son gospel ».
La version vidéo de la chanson est une ballade trip hop midtempo avec des influences soul. Contrairement au mixage minimaliste inclus sur l'album, cette version est décrite comme « luxueusement produite » et comprend des harpes « flottantes » et des cordes « frissonnantes ». Cette version, qui est plus connue et préférée par les fans et par Björk elle-même, est également décrites avec les noms de « Mark Stent Mix » et de « Video Mix ».

## Sortie

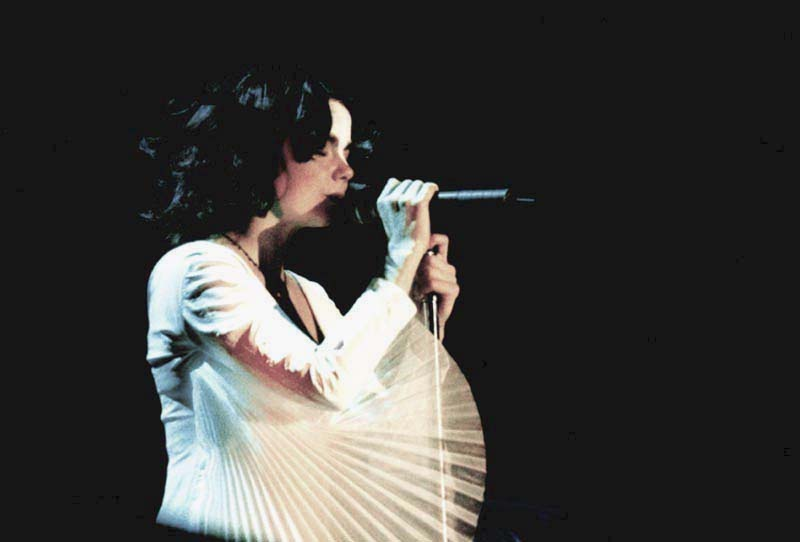
Björk fera remixer All Is Full of Love à plusieurs reprises et remplacera, dans Homogenic, l'original au profit de celui réalisé par Howie B.

En août 1998 sort une version d'All Is Full of Love en disque microsillon contenant un remix du duo allemand de musique IDM Funkstörung chez le label FatCat Records en édition limitée,. Ce remix est déjà publié comme en face B du single Hunter (1998), et un autre remix de la chanson se trouve sur la face B de Jóga (1998). En janvier 1999, est annoncé que le titre sortirait plus tard dans l'année comme single et que le tournage d'un clip serait bientôt tourné. Il est souvent atypique de voir un single promouvoir un album sorti deux ans auparavant, mais Björk explique avoir délibérément décidé de le faire pour que le clip soit plus considéré comme un court-métrage plutôt qu'un geste de marketing. La sortie du single était à l'origine prévue pour le 2 mai 1999, mais a dû être repoussé de deux semaines au 17 mai. Pour coïncider avec cette annonce, le remix de Funkstörung est rendu de nouveau disponible et un logo officiel pour la sortie est dévoilé.
Le clip sort en avril, bien que la première du single soit repoussée au 7 juin 1999,. All Is Full of Love sort sous les formats suivants : deux singles disques microsillon, deux singles CD, un single DVD et un coffret, qui comprend les singles CD et le clip en format VHS. Certaines publications le considèrent comme le premier single sorti en DVD,. Au Royaume-Uni, il est aussi disponible en 1999 sous la forme de deux singles promotionnels différents et de deux singles VHS. Les faces B comprennent des remixes de μ-Ziq, Funkstörung, Plaid, Guy Sigsworth, Mark Stent et Howie B. La pochette du single est constituée de plans du clip et comporte le logo officiel, que l'on peut également voir dans le clip. La chanson est également incluse comme morceau d'ouverture de la compilation Greatest Hits de Björk de 2002, dans lequel les chansons sont sélectionnées par les fans par le biais d'un sondage, et où All Is Full of Love apparaît comme la chanson ayant eu le plus de votes, après Hyperballad (1996).

## Réception

### Accueil critique
Les deux versions d'All Is Full of Love sont acclamées par les critiques musicaux. Dans une critique pour Homogenic, Heather Phares d'AllMusic décrit le morceau comme un « final rassurant ». Sal Cinquemani de Slant Magazine le qualifie de « renaissance sublime », et Tiny Mix Tapes déclare que « l'album se termine sur une note optimiste » avec une chanson « exquise ». Music Tech décrit la chanson comme étant « belle et obsédante » tandis que David Browne d'Entertainment Weekly est moins enthousiaste, la considérant comme « le morceau le plus faible » de l'album.
Dans une critique pour le DVD single, Alex Castle de IGN donne à la musique une note de 9 sur 10, écrivant que « la chose sonne fantastique » et que la chanson est « assez bonne ». Cependant, il admet qu'il « n'aurait probablement pas été particulièrement impressionné » s'il n'avait pas vu le clip. James Oldham du NME le décrit comme « une magnifique ballade trip-soul, sulfureuse et pneumatique, qui s'épanouit doucement dans un jardin magique de harpes flottantes et de cordes frissonnantes ». Il ajoute que le morceau « n'est pas une simple bande sonore » pour la vidéo. Heather Phares, d'AllMusic, donne au single du DVD quatre étoiles sur cinq, le considérant comme « un ajout nécessaire aux collections des fans dévoués de Björk ». Douglas Wolk, du CMJ New Music Monthly, donne également une critique positive au single, faisant l'éloge de ses faces B et écrivant qu'il « n'était pas le morceau le plus frappant à l'époque — mais la mélodie s'avère avoir été une sorte de révélation ».

### Reconnaissance
Le magazine norvégien Panorama classe All Is Full of Love à la quatrième place de sa liste des singles de l'année. Blender inclut le titre dans deux listes : « Les meilleurs morceaux des 500 CD que vous devez posséder » et « Les 1001 meilleures chansons à télécharger dès maintenant ! », toutes deux publiées en 2003. Les membres de l'équipe du magazine Slant placent All Is Full of Love à la 59e place de leur liste des « 100 meilleurs singles des années 1990 », en écrivant : « Bien qu'il ait été aussi souvent remixé que n'importe quel autre single de Björk issu de l'album Homogenic, aucune version n'atteint l'effet éthéré du mixage de l'album. Venant après Pluto, un chant de louange sonore pour un fan suicidaire, la chambre d'écho des battements de Björk est à la fois une absolution et une résurrection ». Le morceau est également inclus dans « 1001 chansons que vous devez écouter avant de mourir : et les 10 001 que vous devez télécharger » des éditions Quintessence,.

## Clip

### Synopsis
La vidéo commence par un voyage dans un environnement sombre, truffé de câbles et d'une faible lumière pulsée. La séquence est décrite comme « prénatal, voyeuriste, comme si la boîte noire de la technologie était sur le point de s'ouvrir ». La caméra suit ces câbles jusqu'à une pièce blanche éthérée où un robot aux traits de Björk est couché en position fœtale. Lorsque la pièce s'éclaircit, deux bras mécaniques commencent à assembler le robot, qui ouvre les yeux et commence à chanter la chanson. On voit des pistons qui pompent des fluides blancs, ainsi que des mouvements de forage et de pénétration, avec un sous-texte sexuel « clair ».
Maintenant assis bien droit, le robot lève les yeux pour voir une autre Björk robotisée lorsque les machines arrêtent l'assemblage. Elle sourit, tend la main au robot assis et se joint à la chanson. Dans le point culminant de la vidéo, les robots s'embrassent et s'enlacent passionnément tandis que les machines assemblent leur dos et que la lumière va et vient. Les images des robots qui s'embrassent sont intercalées avec des plans de liquide blanc s'écoulant sur les pièces robotiques et les bras mécaniques qui les assemblent. Selon l'Institute for the Unstable Media, « alors que la musique s'estompe et que le rythme pulsé devient plus dominant, nous sommes à nouveau attirés dans l'espace sombre semblable à un utérus, ce qui nous montre clairement que nous avons eu un aperçu d'un royaume en boîte noire ».

### Réception
À sa sortie le clip est salué par la critique. Le journaliste musical Mark Pytlik écrit que la vidéo « marque un sommet créatif incontestable pour le travail visuel de Björk, une synthèse parfaite de la forme et du contenu ». IGN donne au clip une note de 9/10, écrivant qu'il s'agit d'un « spectacle tout à fait magnifique à voir » et « tout à fait parfait ». Craig Duff du Time le qualifie de jalon dans l'animation par ordinateur et déclare qu'« aucun robot n'avait exprimé la sensualité que le réalisateur Chris Cunningham imprime à un robot Björk dans le clip ». MusicRadar considère le clip comme « l'une des promotions les plus visuellement frappantes de la carrière de Björk ». NME fait également l'éloge du clip de All Is Full of Love en le considérant comme l'un des meilleurs de Björk, tout en soulignant avoir particulièrement apprécié le plan large des cyborgs s'embrassant au moment du refrain.
Eric Henderson de Slant Magazine le trouve comme étant un « parfait précurseur pré-millénaire de notre culture actuelle de l'amour de soi assistée par des gadgets » et écrit également : « quand il est sorti, j'ai trouvé qu'il avait l'air cool et qu'il soulignait l'importance de s'aimer soi-même. Aujourd'hui, je pense que c'est un cauchemar terrifiant et hermétique dans lequel vous découvrez que vous êtes la seule personne qui vous aimera à jamais ». Scott Plagenhoef, de Pitchfork Media, estime que « les images les plus fortes de toutes les vidéos des années 1990 proviennent de [ce clip] » tout en le qualifiant également d'« étrange et émouvant ». Douglas Wolk, du CMJ New Music Monthly, qualifie la vidéo de « magnifique » et l'a loue pour « [faire] ressortir la beauté de la chanson ».

## Performance live

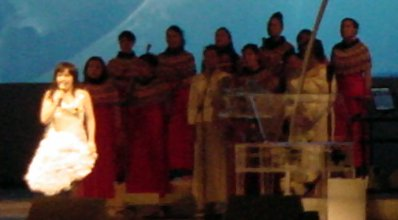
Björk en concert au Radio City Music Hall de New York en 2001.

Björk interprète pour la première fois All Is Full of Love en juillet 1997, lorsqu'elle joue l'intégralité de l'album lors d'une conférence de presse et d'un concert de présentation d'Homogenic au Old Truman Building, une ancienne usine de bière à Londres, vêtue d'une robe rose dessinée par Hussein Chalayan, qu'elle porte plus tard dans le clip de Bachelorette (1997) et dans des séances photos. La chanson fait partie de la setlist de son Homogenic Tour, sur lequel Björk s'embarque de fin 1997 au début 1999 en compagnie de Mark Bell et du Icelandic String Octet. All Is Full of Love est également interprétée lors du Vespertine World Tour en 2001, avec ses collaborateurs de Vespertine : Matmos, Zeena Parkins, un chœur inuit et un orchestre. Pendant la tournée, Björk se produit dans des auditoriums et des opéras afin d'avoir « la meilleure acoustique possible » et d'éviter « l'acoustique épouvantable » des stades et des salles de rock. La chanson est la plus jouée de la tournée, avec Frosti et Pagan Poetry. Le concert de Björk au Royal Opera House du 16 décembre 2001, comprend une interprétation de la chanson, diffusé sur BBC Four et publié sur le DVD Live at Royal Opera House en 2002,. Une version live de la chanson se trouve également sur le DVD documentaire de la tournée Minuscule de 2003. Une version live de la chanson est enregistrée lors du Vespertine World Tour et est publiée sur Vespertine Live, un album live de la tournée inclus dans le coffret Live Box (2003).
| Vidéos externes |                                                                                           |
|                 | All Is Full of Love chanté à New York et filmé pour le DVD de 2005 Screaming Masterpiece. |
|                 | All Is Full of Love à Glastonbury lors du Volta Tour en 2007.                             |

En tête d'affiche du Coachella Valley Music and Arts Festival en 2002, Björk ouvre son concert avec ce titre, vêtue d'une robe blanche Comme des Garçons. Cette performance est incluse dans le documentaire vidéo Coachella en 2006. La chanson fait également partie de la liste des morceaux joués lors de la tournée Greatest Hits Tour (2003)[71], mettant à nouveau en scène l'Icelandic String Octet, Matmos et Zeena Parkins. Elle est alors une des chansons les plus jouées de la tournée. L'interprétation de la chanson par Björk à New York pendant la tournée est incluse dans le film documentaire de 2005 Screaming Masterpiece. All Is Full of Love est également interprétée pendant le Volta Tour (2007-2008), une tournée qu'elle entreprend avec Mark Bell, Jónas Sen, Damian Taylor, Chris Corsano et une fanfare féminine de 10 musiciens. Plusieurs de ces concerts sont programmés dans des festivals, dont Coachella, Glastonbury ou Rock en Seine. Une interprétation en direct de la chanson pendant la tournée est incluse dans le coffret Voltaïc (2009), en particulier le CD Songs from the Volta Tour Performed Live at the Olympic Studios. La chanson est également interprétée quelquefois pendant la tournée promouvant l'album Biophilia (2011-2013). La chanson n'est interprétée qu'une seule fois lors de la tournée promouvant Vulnicura de 2015.

## Reprises
En 2001, le groupe de rock indépendant américain The Microphones reprend la chanson pour leur album Blood. Elle est également reprise par Death Cab for Cutie et est publié en 2002 sur leur EP The Stability. Le Vitamin String Quartet, un groupe musical connu pour ses hommages à des chansons de musique populaire, reprend le morceau dans le cadre de leur hommage de 2005 à Björk appelé Violently : The String Quartet Tribute To Bjork. La chanteuse lyrique américaine Renée Fleming réalise en 2017 une reprise orchestrale de la chanson dans son album Distant Light. En 2022, Rosie Thomas reprend All Is Full of Love avec des chanteurs invités dont Sufjan Stevens et les Shins.